# Плюсково (Козельский район)
Плюсково — деревня в Козельском районе Калужской области. Административный центр сельского поселения «Деревня Плюсково».

## География
Деревня Плюсково находится на юго-западе Калужской области берегу реки Серена (приток Жиздры). «Плюсково» — основой названия является славянский корень -плоск-, имеющий смысл «плоский». Название свидетельствует, что местность, на которой находится деревня «плоская», равнинная.
- Расстояние до Калуги: 71 км
- Расстояние до Москвы: 257 км
- Район:Козельский район
- Районный центр: Козельск
- Расстояние до районного центра: 25 км
- Ближайшие населенные пункты: Антипово (2км), Берды (4км), Бильдино (5км), Жильково (3км), Зарочино (3км), Ильинское (4км), Коробки (3км), Коробки (3км), Орлово-Второе (3км)
- Ближайшие шоссе: А101 — Мосальск — Мещовск — Кудринская — Козельск

По состоянию на 2020 год по итогам Всероссийской переписи населения в деревне проживает 245 человек, в летнее время население пополняется дачниками. Всего в деревне числится 135 домашних хозяйств. В сельском поселении проживает 24 ветерана труда, при этом 18 из них труженики тыла, 2 вдовы участников Великой Отечественной войны, 1 участник и вдова участника ликвидации аварии на Чернобыльской АЭС.

## История
Усадьба Плюсково на реке Серёна упоминается с XVIII века. Усадьбой в разное время владели такие помещики как Яковлевы, Булгаковы и Воейковы. До революции деревня Плюсково была владельческой. В конце XIX века селом владел князь Алексей Алексеевич Вяземский, затем его оно отошло его дочери Надежде Алексеевне Вяземцевой. До 1929 года Плюсково входило в состав Смоленской губернии (Смоленская губерния). До 1944 года — в состав Смоленской области. А уже с 1944 года вошла в состав вновь образованной Калужской области (Калужская область).

## Достопримечательности
Плюсковская гидроэлектростанция
Самая главная достопримечательность в деревне, представляющая историческую ценность — плюсковская гидроэлектростанция.
Гидроэлектростанция находилась на реке Серене в Плюсково, Козельского района. Она была построена в соответствии с планом ГОЭЛРО, который был разработан В. И. Лениным и его соратниками. Гидроэлектростанцию строило специально созданное товарищество, состоявшее из местных крестьян. После окончания строительства на энергии гидроэлектростанции заработали две мельницы, шерстобойка и другие производства. Строительство велось четыре года (1920—1924 гг.) В октябре 1924 года гидроэлектростанция была запущена. Первое время гидроэлектростанция обслуживала 3 деревни: Коробки, Плюсково и Антипово. В конце 70-х годов гидроэлектростанцию закрыли за нерентабельностью, но здание частично сохранилось и теперь это местная достопримечательность, на которую едут смотреть не только со всей Калужской области, но и из Москвы.
Музей «Родимая сторонка» располагается в комнате при администрации сельского поселения. В музее можно познакомиться с историей сельского поселения, увидеть предметы быта прошлых времен, кружева и вышивки рукодельниц давних времен и современных, собрано много материалов о людях сельского поселения. В музее собраны сведения об историческом памятнике — Плюсковской гидроэлектростанции, построенной методом народной стройки.

## Престольные праздники деревни
- 28 сентября — Никитий
- 21 ноября — Михайлов день

## Известные жители и уроженцы
В деревне родился советский штурман-испытатель Александр Назарович Митин.